# Tui Sutherland

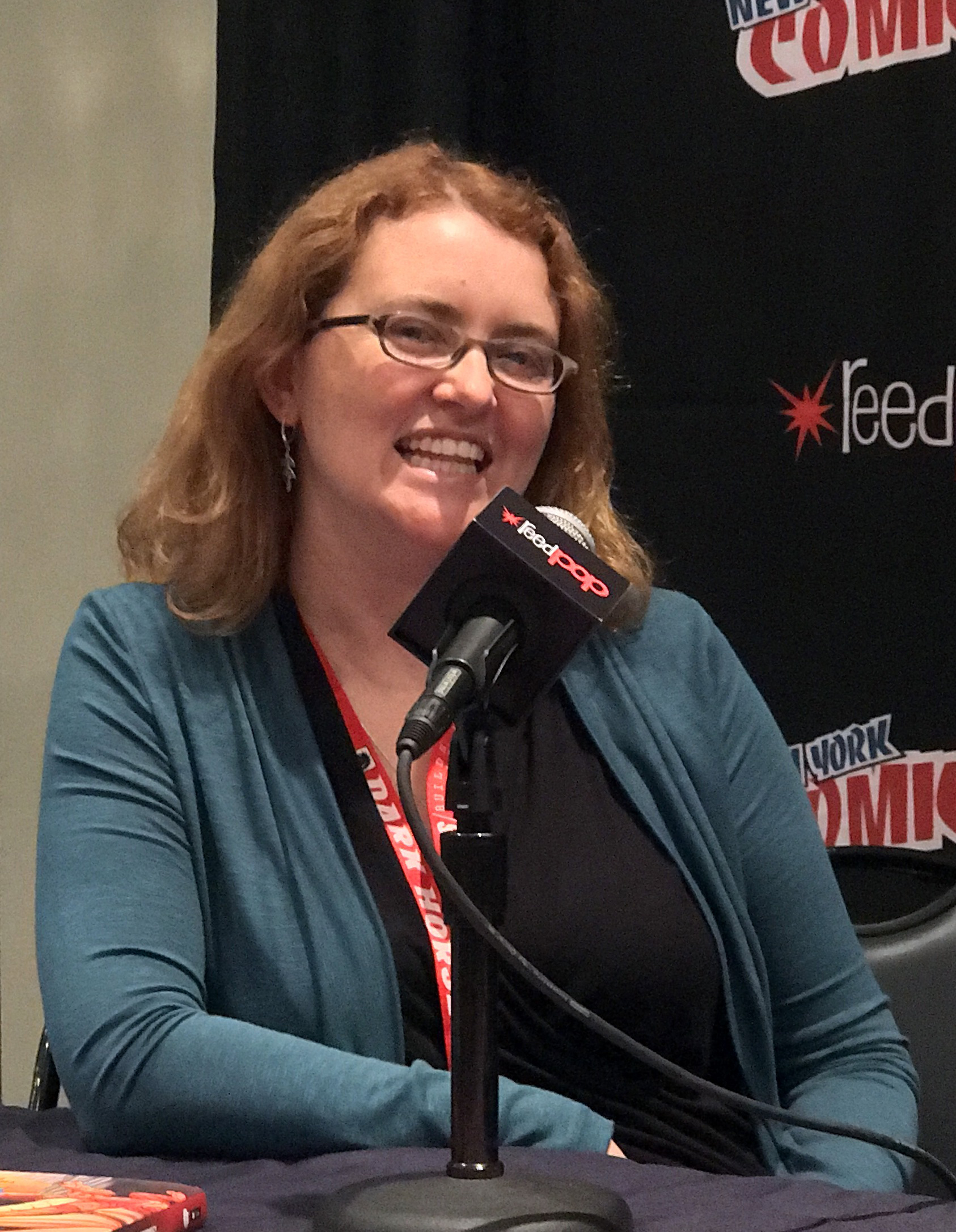
Tui Sutherland, 2017

Tui Sutherland (* 31. Juli 1978 in Caracas, Venezuela) ist eine Schriftstellerin. Sie ist Mitglied des Autorenteams Erin Hunter. Als Autorin verwendet sie auch den Namen Tui T. Sutherland und die Pseudonyme Heather Williams und Tamara Summers. Sie schreibt Erzählungen, Bilderbücher, Tiergeschichten und Novellen für Kinder und Jugendliche. Bekannt wurde sie durch ihre Avatars-Trilogie und die Fantasiereihe Wings of Fire, die auf der Bestsellerliste der New York Times geführt wurde.
Tui Sutherland wurde von ihren Eltern nach der neuseeländischen Vogelart Tui benannt. Sie wuchs in Paraguay, Florida und der Dominikanischen Republik auf und zog später mit ihren Eltern nach New Jersey. Dort besuchte sie die High School und arbeitete an einem Theater, wo sie auch kleinere Rollen übernahm. Am Williams College erlangte sie den Bachelor-Abschluss (B.A.). Danach arbeitete sie einige Jahre in New York als Lektorin in einem Kinderbuchverlag.
Im Juni 2009 war sie an zwei Tagen Champion in der US-amerikanischen Quizshow Jeopardy.
Tui Sutherland ist verheiratet, hat zwei Kinder und lebt in Boston, Massachusetts (Stand: März 2023).

## Werke
als Tui Sutherland
- Meet Mo and Ella. Illustrationen von Rose Mary Berlin. Grosset & Dunlap, New York 2001, ISBN 0-448-42456-8.
- Who was Harry Houdini? Illustrationen von John O’Brien. Grosset & Dunlap, New York 2002, ISBN 0-448-42687-0.
- This must be love. HarperCollins, New York 2004.

Deutsch: Das muss Liebe sein! Aus dem Englischen von Bernadette Ott. Berlin-Verlag, Berlin 2008, ISBN 978-3-8270-5119-6 (Serie Bloomsbury Kinder- und Jugendbücher).
- The mystic’s journey. Disney Press, New York, NY 2007, ISBN 978-1-4231-0380-6.
- Pirates of the Caribbean, at world’s end. Force of will. Disney Press, New York 2007, ISBN 978-1-4231-0376-9.
- Loudest beagle on the block. Scholastic, New York 2009, ISBN 978-0-545-10242-1.
- Against the tide. Scholastic, New York 2014, ISBN 978-0-545-52247-2.

Deutsch: Die Maske fällt. Aus dem Englischen von Wolfram Ströle. Ravensburger Buchverlag, Ravensburg 2016, ISBN 978-3-473-36944-7 (Spirit animals. Band 5).
- Avatars-Trilogie (noch nicht übersetzt, Stand März 2023)

Buch 1: So This Is How It Ends.Eos, New York 2006, ISBN 0-06-075024-3.
Buch 2: Shadow Falling. Eos, New York 2007, ISBN 978-0-06-085146-0.
Buch 3: Kingdom of Twilight. Eos, New York 2008, ISBN 978-0-06-085149-1.
- mit Kari Sutherland: Magic Park. (The Menagerie.) Eine Trilogie. Aus dem Amerikanischen von Nadine Mannchen. Loewe, Bindlach.

Band 1: Magic Park. Das Geheimnis der Greifen. (The Menagerie.) 2014, ISBN 978-3-7855-7829-2.
Band 2: Magic Park. Ein Drache mit schlechtem Gewissen. (Dragon on Tria.) 2014, ISBN 978-3-7855-7830-8.
Band 3: Magic Park. Das gestohlene Mammut.(Krakens and Lies.) 2015, ISBN 978-3-7855-7831-5.
- Wings of Fire.

Band 1: Die Prophezeiung der Drachen. (The Dragonet Prophecy.) Aus dem Englischen von Bea Reiter. Loewe, Bindlach 2015, ISBN 978-3-7855-8087-5.
Band 2: Das verlorene Erbe. (The Lost Heir.) Aus dem Englischen von Bea Reiter. Loewe, Bindlach 2015, ISBN 978-3-7855-8123-0.
Band 3: Das bedrohte Königreich. (The Hidden Kingdom.) Aus dem Englischen von Bea Reiter. Loewe, Bindlach 2015, ISBN 978-3-7855-8123-0.
Band 4: Die Insel der Nachtflügler. (The Dark Secret.)  Aus dem Englischen von Bea Reiter. Loewe, Bindlach 2015, ISBN 978-3-7855-8146-9.
Band 5: Die letzte Königin. (The Brightest Night.)  Aus dem Englischen von Bea Reiter. Loewe, Bindlach 2017, ISBN 978-3-7855-8147-6.
Band 6: Moons Erwachen. (Moon Rising.) Aus dem Amerikanischen von Simone Fischer. Adrian, Berlin 2020, ISBN 978-3-948638-33-7.
Band 7: Winters Wandlung. (Winter Turning.) Aus dem Amerikanischen von Simone Fischer. Adrian, Berlin 2021, ISBN 978-3-948638-34-4.
Band 8: Perils Flucht. (Escaping Peril.) Aus dem Amerikanischen von Simone Fischer. Adrian, Berlin 2021, ISBN 978-3-948638-35-1.
Band 9: Die Klauen der Macht. (Talons of Power.) Aus dem Amerikanischen von Simone Fischer. Adrian, Berlin 2021, ISBN 978-3-948638-36-8.
Band 10: Dunkelheit der Drachen. (Darkness of Dragons.) Aus dem Amerikanischen von Simone Fischer. Adrian, Berlin 2021, ISBN 978-3-948638-37-5.
Band 11: Der verlorene Kontinent. (The Lost Continent.) Aus dem Amerikanischen von Julia Augustin. Adrian, Berlin 2022, ISBN 978-3-948638-38-2.
Band 12: Die Schwarmkönigin. (The Hive Queen.) Aus dem Amerikanischen von Julia Augustin. Adrian, Berlin 2022, ISBN 978-3-948638-39-9.
Band 13: Der Giftdschungel. (The Poison Jungle.) Aus dem Amerikanischen von Julia Augustin. Adrian, Berlin 2022, ISBN 978-3-948638-40-5.
Band 14: Ein gefährliches Geschenk. (The Dangerous Gift.) adrian & wimmelbuchverlag, Berlin 2023, ISBN 978-3-948638-41-2.
- Wings of Fire. Die Graphic Novel.

Band 1: Die Prophezeiung der Drachen. (The Dragonet Prophecy.) Aus dem Englischen von Julia Augustin. Illustrationen von Mike Holmes. Adrian, Berlin 2021, ISBN 978-3-948638-73-3.
Band 2: Das verlorene Erbe. (The Lost Heir.) Aus dem Englischen von Julia Augustin. Illustrationen von Mike Holmes. Adrian, Berlin 2021, ISBN 978-3-948638-73-3.
Band 3: Das bedrohte Königreich. (The Hidden Kingdom.) Aus dem Englischen von Julia Augustin. Illustrationen von Mike Holmes. Adrian, Berlin 2021, ISBN 978-3-948638-73-3.
Band 4: Die Insel der Nachtflügler. (The Dark Secret.) Aus dem Englischen von Julia Augustin. Illustrationen von Mike Holmes. Adrian, Berlin 2022, ISBN 978-3-948638-73-3.
- Wings of Fire. Legends.

Band 1: Wings of fire Legenden. (Darkstalker.) Aus dem Amerikanischen von Simone Fischer. Adrian, Berlin 2021, ISBN 978-3-948638-76-4.
- Wings of Fire. Winglets. Vier Kurzgeschichten: Die Gefangenen (Prisoners), Der Assassine (Assassin), Der Deserteur (Deserter), Die Ausreißer (Runaway). Aus dem Amerikanischen von Simone Fischer. Adrian, Berlin 2021, ISBN 978-3-948638-85-6.

- Wings of Fire. (Beschäftigungsbuch)

Erschaffe deine Drachenwelt. (Forge Your Dragon World.) Ein kreatives Anleitungsbuch für deine Drachenwelt. Illustrationen von Mike Holmes. Adrian, Berlin 2022, ISBN 978-3-98585-002-0.
als Heather Williams
- Nellie Oleson meets Laura Ingalls. HarperCollins, New York 2007, ISBN 978-0-06-124248-9.

als Tamara Summers
- He’s With Me (I Heart Bikinis). Scholastic, New York 2007, ISBN 978-0-439-91850-3.
- Never Bite a Boy on the First Date. HarperTeen, New York 2009, ISBN 978-0-06-172154-0.

## Rezeption
In einer Besprechung der ersten zwei Bände der Wings-of-Fire-Reihe schrieb Sylvia Mucke 2015 in Eselsohr: „Das Ganze ist recht simpel gestrickt und leicht zu lesen, entwickelt dabei jedoch große Sogwirkung. Das Schicksal der Drachlinge berührt und man will unbedingt wissen, wie es ihnen weiter ergeht.“
Im Jahr 2021 schrieb Christine Froese für KinderundJugendmedien.de, dass die für Leser ab elf Jahren empfohlene Wings-of-Fire-Reihe zwar „eine Bereicherung für Drachenliebhaber und Fantasyfreunde“ darstellt, weist aber auch auf Mängel in der deutschen Übersetzung bezüglich des Genderns und auf die explizite Darstellung von massiver Gewalt hin.